# Заветновский, Виктор Александрович
Виктор Александрович Заветновский (14 ноября 1875 — 16 мая 1950) — советский музыкант, скрипач, музыкальный педагог. Заслуженный артист РСФСР (1934). Солист и концертмейстер симфонического оркестра Ленинградской филармонии (1910—1945).

## Биография
Виктор Александрович Заветновский родился 14 ноября 1875 года в Петербурге.
В 1896 году завершил обучение в Петербургской консерваторию по классу скрипки, обучение проходил у П. А. Краснокутского. С 1897 года работал с концертами в Петербурге. С 1902 года начал солировать в Придворном симфоническом оркестре. Много гастролировал с концертами по городам России.
В 1907 году Заветновский возглавил и организовал струнный квартет, который очень быстро стал популярен и занял узнаваемое место у широкой публики в музыкальной жизни Петербурга. Вместе с Марией Бариновой выступал в сонатном ансамбле.
С 1910 по 1945 годы работал солистом и концертмейстером симфонического оркестра Ленинградской филармонии. В 1934 году ему было присвоено звание "Заслуженный артист РСФСР". Виктор Александрович участник авторских проектов - концерты Мийо и Казеллы. Под управлением Фрица Штидри он солировал в Бранденбургском концерте № 4 Баха. Совместно с Штидри был организован и сольное выступление Заветновского, которое состоялось 18 декабря 1935 года. В годы Великой Отечественной войны оставался в блокадном Ленинграде. Организовывал концерты в частях Ленинградского фронта и в госпиталях города. Был награждён Орденом Красной Звезды.
Талант Заветновского был использован и в музыкальной педагогике. С 1898 года он преподавал уроки музыки. Среди его учеников Галина Баринова.
Умер 16 мая 1950 года в Ленинграде.

## Награды
- Орден Красной Звезды.
- Орден «Знак Почёта» (1940)[6].
- Заслуженный артист РСФСР (1934).

## Ссылка
- Санкт-Петербургская филармония Заветновский Виктор Александрович
- МЭС Заветновский Виктор Александрович